# The Darkness II
The Darkness II（ザ・ダークネス2）は同名のアメコミ原作をゲーム化したファーストパーソンシューターであり、2007年（日本語版は2008年）に発売されたThe Darknessの続編である。 本作の脚本は原作者の一人であるPaul Jenkinsが担当している。当初は2011年7月10日もしくは2011年10月4日に発売する予定だったが延期となり、最終的に北米で2012年2月7日、ヨーロッパとオーストラリアで2012年2月10日、日本では2012年2月23日に発売された。 プラットフォームはMicrosoft Windows、PlayStation 3、Xbox 360、 Mac OS X(遅れて2012年4月20日発売)。

## ストーリー
「俺の親父はこう言っていた。"運命からは逃げられない。でも決して諦めるな"って」
前作の出来事から2年後、主人公「ジャッキー・エスタカード」はマフィア組織フランチェッティ・ファミリーのドンに昇格している。自らの肉体に超能力を与えた悪魔的化身「ダークネス」を未だ手放せずにいたが、旧知の仲であるオカルトマニア「ジョニー・パウエル」の援助により、ダークネスを封印することに成功する。しかし、精神的に不安定な部分を抱えていたパウエルは、ダークネスがいつか自分に何らかの影響を及ぼすのではないかと恐れるようになり、ジャッキーの元を離れる。仲間や数少ない家族を頼りに生きるジャッキーの心中に、かつてダークネスに阻まれて死なせてしまった最愛の恋人「ジェニー・ロマノ」の面影が残り続けている。ジャッキーはジェニーの死に臍を噛んでおり、己の（ダークネスとはまた違った）無力さを理由に自責の念に駆られたりするなど、悲痛に苛まれる日々を送っていた。そして、ある事件をきっかけに今まで抑え込んできたダークネスに、再び自分を呼び覚ますよう促され、苦渋の決断を下すことになる...

## ゲームプレイ
基本的なシステムは前作とほぼ同じだが、前作にあった「クリーピングダーク」の腕を両方使うことができる「クアッド・ウィールディング」といった新要素が導入されている。プレイヤーはストーリーに密接に絡み、時にはダークリング（前作に登場したダークネスの下僕）を操作するパートも存在する。クリーピングダークを使い、敵を切り裂いたり、処刑用に持ち上げたり、敵や周囲にあるもの（パーキングメーターや車のドアなど）を投げたり、投射武器や盾として使用することができる。各キルやレリックの発見、処刑で「エッセンス」を稼いでいくことにより、「深淵」で新たな能力を購入しジャッキーを強化していく。ダークネスに心臓を食わせるとジャッキーの体力が回復しエッセンスも入手できる。前作同様、ジャッキーは光の中にいるとダークネスが使えなくなる。ゲーム中では光は激しい鼓動と相まって、ジャッキーの視界を霞んだ状態にもする。

### ヴェンデッタ
ヴェンデッタはキャンペーンとは分割されたCO-OP可能なマルチプレイモードである。メインキャンペーンとも並行しており、最大4人までプレイヤーがオンラインで一緒にプレイできる。一人（オフライン）でもプレイ可能。ストーリーはジャッキーの傘下にある4人のヒットマンがブラザーフッドの「ロンギヌスの槍入手計画」を防ぐために戦う、といったものである。また、「ヒットリスト」というシステムも含まれており、キャンペーンのミッションを個別に再プレイしたり、ヒットリスト専用のミッションをプレイすることもできる。

## 開発
初作とは異なり、The Darkness IIのグラフィックは、トゥーンレンダリング技術を用いて、原作のグラフィックノベルの画風に近づくように開発された。このスタイルは、アメリカンコミックに影響されたビジュアルスタイルを作り上げた本作のアーティストの手で成し遂げられた。

前作でダークネスを演じたマイク・パットンはそのまま続投したが、ジャッキーの声優はカーク・アセヴェドからブライアン・ブルームに変更された。

## 批評
The Darkness IIは批評家から肯定的な評価を受けた。レビューをまとめているウェブサイトGameRankingsとMetacriticはXbox 360版に81.14%と80/100を、 PlayStation 3版に77.35%と79/100を、 PC版には76.78%と77/100を与えた。 en:Computer and Video Gamesはこのゲームに10点中8,1点を付け、このゲームは「完全ではないが、スピーディーな展開には深く満足した」と述べた。
 en:Official Xbox Magazine U.S. とOfficial Xbox Magazine　UK のどちらもこのゲームに10点中9点を与え、U.S.版はその暗いストーリーとダークネスの力とガンプレイの「素晴らしい」融合と残酷なフィニッシュムーブに、楽しいCO-OPのマルチプレイヤーを称賛し、同時にキャンペーンが相対的に短く、マルチプレイヤーに仲間が復活するといった問題があると批判した。UK版は「長年見た中でも最高のシューティングゲームのストーリーの一つだ　―興味深く、予想外な方法でその滑稽な世界を正当化している。エンディングが卑怯な逃げでさえなければ、The Darcness IIはBioshockと勝るとも劣らないレベルだったかもしれない。まあいまのままでも、つかみやすい物語と素晴らしく自由度が高い戦闘がクリアした後も何カ月もそれについて語らせることになるだろう」と評した。en:X360 Magazineは「銃だけじゃないお気に入りのシュータ」の一つとして前作とともにこのゲームを挙げた。
PlayStation Official Magazineはこのゲームに10点中9点を与え、 「グラフィックノベルではこのような面白く血なまぐさいマナーを復活させることはできなかっただろう」と始めた。 en:GameSharkはこのゲームに10点中9.1点を与え、 ストーリーラインとゲームプレイに詰め込まれたアクションに重点を置いたことを称賛した。IGNはこのゲームに10点中8点を与え、ビジュアルとゲームプレイを称賛したが、洗練さとストーリーと同時に楽しさが不足していてオリジナルほど強力ではないと示唆した。 en:GameSpotは10点中7点を与え、ゲームプレイとストーリーとスキルツリー、サウンドを称賛した。彼らの所見では、ゲームの悪い点に短いキャンペーンや、意外性のない敵のAI、不十分なマルチプレイヤーにリニアなレベルデザインを挙げた。

## サウンドトラック
- Metallica - "Some Kind Of Monster"
- Deftones - "976-EVIL"
- Jane's Addiction - "Been Caught Stealing"
- Ram Jam - "Black Betty"
- Type O Negative - "Black No. 1 (Little Miss Scare-All)"
- White Zombie - "Blood, Milk & Sky"
- Stereo MCs - "Connected"
- In Flames - "Deliver Us"
- Helmet (band) - "Driving Nowhere"
- The Flamingos - "I Only Have Eyes for You"
- Dean Martin - "In the Chapel in the Moonlight"
- Thievery Corporation - "Le Monde"
- Blind Melon - "No Rain"
- The Offspring - "Self-Esteem"
- Prong (band) - "Snap Your Fingers, Snap Your Neck"
- Mario Lanza - "Vesti La Giubba"
- Catherine Wheel - "Waydown"
- Digital Extremes -  "The Way to Your Heart"
- In Flames - "Where the Dead Ships Dwell"
- Tone Lōc - "Wild Thing"

### トレイラーバージョン
- Marilyn Manson - "Sweet Dreams"
- The Black Angels (band) - "You on The Run"

## 日本語版の規制

### 規制内容について
- 性的表現

　ゲーム内で1箇所、合法的な娼館が舞台となるイベントがある。
当該イベントにて2組のモブキャラの男女が、
“性的なニュアンスで密着してスキンシップを行っている描写”
があるが、日本語版では削除されている。
- 暴力表現

　ジャッキーの肩から生えている2匹のダークネスは、
右側が獲物を切り裂き、左側が何かを掴んだり捕えることに特化している。
これらを利用して敵を切り裂いた場合、
日本語版では人体欠損が描写されないように規制が施されている。
出血表現が伴う場合はあるものの、敵の死体は五体満足なままとなる。
また、「Execution」と呼ばれる処刑技を使用した場合も、
日本語版では敵の身体が両断される等の描写はカットされ、
前述と同様に五体満足なままである。

### ゲーム内表現について
- 犯罪行為

　ジャッキーは、アメリカの裏社会に存在するファミリーのボスという設定だが、
ゲーム内にてジャッキーとその仲間達が大々的に違法行為を行うような描写はない。
また、未成年の喫煙・飲酒なども含まれていない。
ジャッキーは一部の公共物（街灯など）を破壊することができるが、
敵以外の民間人に対しては攻撃できない（殺せない）仕様になっている。